# Història de l'esgrima a Catalunya

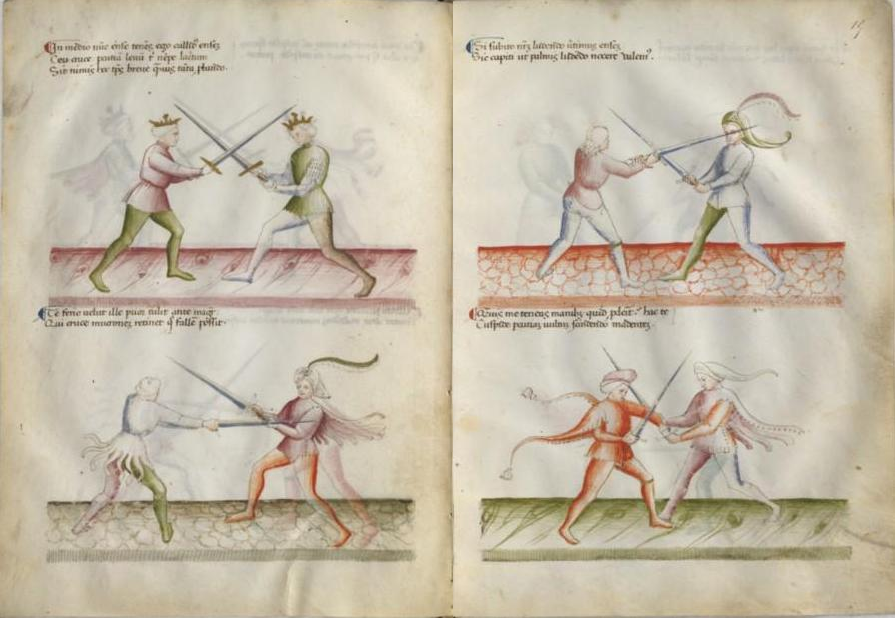
Imatges de lluita amb espases de dues mans.

La història de l'esgrima a Catalunya, a nivell dels documents conservats, comença com a mínim al segle xiii. L'esgrima és, tal volta, l'únic esport olímpic amb orígens catalans. De fet, en els antecedents de l'esgrima hi ha influències catalanes des del principi, començant pel mestre d'esgrima a València documentat el 1283. El Pare Gabriel Llompart documenta el mestre d'esgrima de Joan I, el jueu Bells Hom el 1398, el barceloní Francesc Portell el 1418, fins al mallorquí Jaume Ponç, qui va escriure "cent anys abans que el de Carranza", el primer tractat d'esgrima el 1474, conegut arreu del món i que, juntament amb les obres contemporànies de Pedrós de la Torre, Diego de Valera, i altres, van posicionar les Espanyes al capdavant de la teorització de l'esgrima fins al segle xvi, per decaure els segles xvii i XVIII que presenten una marcada influència de les escoles italiana i francesa.

## Història

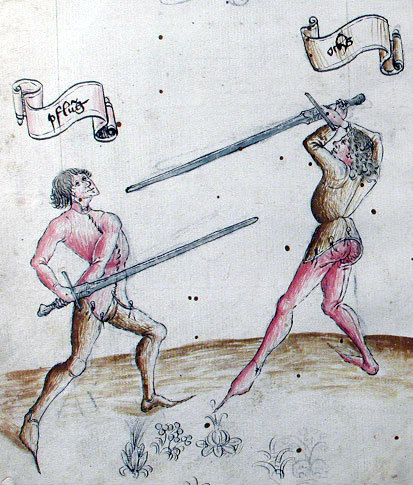
Posicions de guardia amb espases de dues mans, representadas en el Fechtbuch Cod. 44 A 8, de 1452.

El 1283, a València, hi ha documentat un mestre d'esgrima. El Pare Gabriel Llompart documenta a Mallorca entre altres: el 1345. Pere de Puigdorfila i Joan de Cremona, conjurats a favor de Jaume III, tenien en els seus domicilis cada un «una espasa d'esgrima». Documenta també diverses escoles d'esgrima a partir del segle xiv, amb la presència d'un mestre d'esgrima de Joan I, el jueu anomenat Bells Hom el 1398. Francesc Portell de Barcelona, entra d'aprenent a Mallorca, per un any i mig, el 2 febrer 1418, de Benedetto da Firenze, anomenat "mestre d'esgrima d'espasa de dues mans", després Nicola de Alemanya el 23 del mateix entra també com a aprenent pel mateix període i això en les condicions generals dels contractes d'aprenentatge de tots els oficis en el Regne de Mallorca. El 1509, Joan Nacre, blanquer, Pere Roig, courer, Antoni Salvador, Texidor de llana, Joan Batlle, pellicer, Joan Serra, ferrer, tots ells mestres d'esgrima.
L'esport de l'esgrima sorgí de l'adaptació als temps moderns d'una antiga forma de lleure d'origen milita, així a Barcelona, hi ha documentada al segle xvi, l'escola que es trobava just darrere de la Taula de Canvi, entre els carrers Ciutat, Jaume I i Hèrcules. Al cap dels anys, fou absorbida per l'Escola Militar. El segle xvi aparegué la Rapiere, una espasa d'origen espanyol, de fulla llarga i fina. El segle xvii aparegué el floret francès i s'inicià l'estudi de l'esgrima a les diferents acadèmies d'Europa. És a partir d'aquest moment que apareix la figura del Mestre d'esgrima i les diferents escoles, italiana, francesa i espanyola.
No fou fins a l'aparició de les armes de foc i conseqüentment la decadència de les armes blanques per a la guerra, que cap a finals de segle xix l'esgrima esdevingué una pràctica esportiva i passà a practicar-se als gimnasos i a alguns clubs d'elit. En aquest sentit podem destacar la Sala d'Armes del Círculo Ecuestre (que ja existia el 1876), amb el professor d'esgrima francès Emmanuel Vassal i continuat per també francès Pierre Cuxac; el gimnàs Solé (1878), el Casino Militar (1880) i l'Ateneu Barcelonès (1894), tots tres dirigits pel català Josep Bea, considerat el principal impulsor d'aquest esport al país, la Sala d'Armes del Círculo Militar del Ejército y de la Armada, del francès Felix Lyon; l'Sportmen's Club (1904), la Sala d'Armes del Tiro Nacional de Pau Palau; el Cercle del Liceu; o els gimnasos Sala Grau (del professor Joan Baptista Grau situada al mateix gimnàs Solé), Mèdic (d'Eduard Alesson), Tolosa (d'Eusebi Garcia), Bricall (de Josep Rosanes) o el de Federico González.
A nivell internacional, aquest esport ja fou olímpic el 1896, tot i que no fou plenament reglamentat per la Federació Internacional fins al 1914.L'any 1905 es disputà el Torneig Internacional d'Esgrima amb la participació dels millors mestres d'armes europeus del moment. El 5 de desembre de 1913 es creà l'Associació d'Esgrima Barcelonesa, primer organisme federatiu d'aquest esport, que el 6 de maig de 1914 esdevingué Reial Associació d'Esgrima Barcelonesa. El primer president fou Francesc de Moxó i Sentmenat. Aquesta associació s'encarregava, entre d'altres, d'organitzar els Campionats d'Espanya, en no existir cap associació estatal.
El 4 de maig de 1922 es fundà la Federació d'Esgrima de Catalunya per les entitats Ateneu Barcelonès, Círculo Militar del Ejército y de la Armada", Gimnàs Solé i Tiro Nacional. En fou primer president Antoni Bordas. Aquesta ingressà a la Confederació Esportiva de Catalunya el mateix 1922 i a la Unió de Federacions Esportives Catalanes el 1934.
L'any 1977 es fundà la Sala d'Armes Montjuïc (S.A.M.), el club més important de Catalunya en l'actualitat, tant pel nombre de socis com pels resultats esportius. Altres clubs actuals són el Club d'Esgrima Amposta (1994), l'Escola Hongaresa d'Esgrima o el Club d'Esgrima Ciutat de Terrassa (2004).

## Cronologia
- 1283. Mestre d'esgrima a València.[1]
- 1331. Mestre d'esgrima Pere d'Antist.[13]
- 1345. Pere de Puigdorfila i Joan de Cremona, conjurats a favor de Jaume III, tenien en els seus domicilis cada un «una espasa d'esgrima»[2]
- 1363. Pere d'Antist: En el setge de Xèrica, la crònica de Pere el Cerimoniós parla de Pere d'Antist com a mestre d'escriure del rei, es tracta d'una confusió de "m" per "ur": "..e Pere Dantist porter nostre, qui era mestre nostre descriura.." (mestre nostre d'escrima..)[14][15]
- 1345. Pere de Puigdorfila i Joan de Cremona, conjurats a favor de Jaume III, tenien en els seus domicilis cada un «una espasa d'esgrima»[2]
- 1398. Presència d'un mestre d'esgrima de Joan I, el jueu anomenat Bells Hom.[2]
- 1418. Francesc Portell de Barcelona, entra d'aprenent a Mallorca,, de Benedetto da Firenze, anomenat "mestre d'esgrima d'espasa de dues mans".[2]
- 1509. Joan Nacre, blanquer, Pere Roig, courer, Antoni Salvador, Texidor de llana, Joan Batlle, pellicer, Joan Serra, ferrer, tots ells mestres d'esgrima..
- 1466. Jacobi Pons. "...discipulus olim venerabilium magistorum Jacobi Pons ville Perpiniani..."[3]
- 1474. Jaume Ponç (obra considerada perduda).[3][16][4]
  - La pèrdua aparent de l'obra de Jaume Pons és molt estranya. Hi havia un manuscrit a la Biblioteca del Escorial l'any 1931.[17]

| « | 239. Maestro Ponce. Arte de esgrima, en lengua lemosina, con hermosas figuras y letras de oro. v. D. 1. 1. P. 9. Ms. H. I. 5, fols. 176 v. y 207 r. | » |
| — Catálogo de los manuscritos catalanes, valencianos, gallegos y portugueses de la biblioteca de El Escorial / Fr. Julián Zarco Cuevas. Pàgina 164. | |   |

- 1478. "Ordenanzas" dels Reis Catòlics sobre els mestres d'armes.[18]
- 1510. Ordinacions del gremi de mestres d'esgrima de Barcelona, aprovades pel rei Ferran el catòlic.[19][20]
- 1528. Inventari de Miquel Frau: «dues spases de una ma de mostrar de sgrime y dos broquers», «una spasa de tall« & «una ballesta ab ses gaffes»[2]
- 1599. Aprovades algunes modificacions de les ordinacions dels mestres d'esgrima de Barcelona.[21]
- 1611. "Maestro de esgrima" en castellà.[22]
- 1850. “29 Marzo. Real orden, aprobando el establecimiento en Barcelona de una academia de esgrima, escuela de gimnasia y tiro de pistola para instrucción de individuos del ejército”.[23]

### Miquelot de Prades. Esgrimista contundent a Itàlia i a Montserrat
Gonzalo Fernández de Oviedo y Valdés, en la seva obra Las Quinquagenas de la nobleza de España, parlava d'un soldat català (Michalot de Pradas) que campava per Itàlia guanyant tots els duels amb una estocada segura al coll de l'oponent. Penedit de la seva vida, aquell soldat anà a refugiar-se al monestir de Montserrat. Un mal dia es presentà un soldat italià amb dues espases i desafià Miquelot (dient que volia veure l'estocada secreta, afirmant que ell sabria contrarestar-la). Miquelot es negava rotundament a lluitar però la insistència de l'altre el va obligar a fer-ho. L'italià va acabar mort, amb una estocada al coll. Probablement no hi havia millor manera d'ensenyar-la. Penedit de la nova mort anà a Roma a demanar perdó. El papa el va incorporar a les seves tropes.

## Tiradors destacats[calcitació]
Dècada de 1920
- Fèlix de Pomés i Soler
- Frederic Guillen i Iglesias
- Jaume Melà i Oms

Dècada de 1960
- Maria del Pilar Tosat Martí
- Carme Valls i Arquerons

Dècada de 1970
- Miquel Roca i Carbonell
- Rafael Pou i Feliu

Dècada de 1980
- Miquel Ojeda i Ciurana
- Joan Josep Cucala i Puig
- Beatriz Giró i Godó
- Xavier Iglesias i Reig
- Xavier Padilla i Pujol
- Francisco Javier Gonzalez

Dècada de 1990
- Cèsar Gonzàlez i Llorens
- Montserrat Esquerdo i López
- Mònica Moro i Mesa
- Alícia Roig i Jodar
- Blanca Anguera i Blanch

Dècada de 2000
- Fernando Medina i Martínez
- Marc Font i Dimas
- Laia Vila i Vilajuana
- Aïna Rovira i Boix
- Melodie Tacbas i Tubón
- Mª Rosa Viñas i Racionero

## Clubs d'esgrima catalans
Llista de tots els clubs d'esgrima catalans per comarques recollits per la Federació Catalana d'Esgrima.

##### Alt Penedès
- Sala Armes del Penedès: espasa.

##### Bages
- Club d'Esgrima Sabre Hongarès de Manresa: sabre.
- Club d'Esgrima Victus: espasa.

##### Baix Llobregat
- Escola Esportiva Llor: espasa.

#### Barcelonès
- Sala d'Armes Montjuïc: espasa, sabre i floret.
- Escola Hongaresa Esgrima de Barcelona: sabre.
- Club Esportiu Esgrima Hongaresa Badalona: sabre.
- Associació d'Esgrima On Guard Barcelona: sabre.
- Escola Gimnàstica Sant Miquel: sabre.
- Secció Esportiva UPC: espasa, sabre i floret.
- Associazione Amici Dello Sport Circolo Calcio: espasa.

##### Garraf
- Club d'Esgrima Sala Armes Garraf: espasa.

##### Maresme
- Club Esgrima Maresme: espasa.

##### Montisà
- Sala d'Esgrima d'Amposta: espasa.

##### La Selva
- Sala d'Armes de l'Onyar: espasa.

##### Vallès Occidental
- Club Esgrima Sabadell Jaume Viladoms: floret.
- Club Esgrima Ciutat de Terrassa: espasa.
- Club Esgrima Sant Cugat 2020: floret.

##### Vallès Oriental
- Club Esgrima Granollers: espasa i floret.